# Aurora X-65

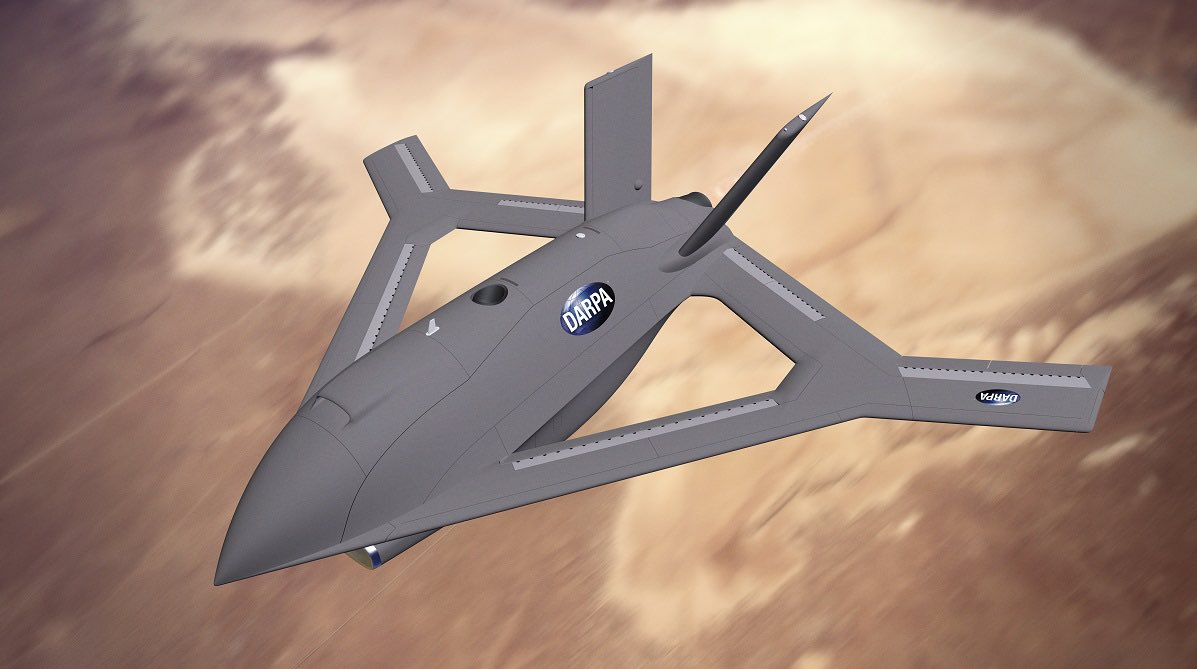
Künstlerische Darstellung der X-65

Die Aurora X-65 CRANE ist ein Testflugzeug, das sich derzeit in der Entwicklung befindet. Verantwortlich für das Projekt sind die Defense Advanced Research Projects Agency (DARPA) und die Boeing-Tochter Aurora Flight Sciences.

## Name
Die Abkürzung CRANE bezieht sich auf ein DARPA-Programm namens Control of Revolutionary Aircraft with Novel Effectors (Steuerung eines revolutionären Flugzeugs mit neuartigen Wirkungsauslösern). DARPA kündigte die Bezeichnung X-65 auf ihren Social-Media-Accounts am 15. Mai 2023 an.

## Aufgabe
Ziel des X-65-Projekts besteht darin, das Konzept der Active Flow Control (AFC) zu demonstrieren. Auf Deutsch wird dieses Konzept als Aktive Strömungskontrolle bezeichnet. Bei AFC handelt es sich um ein vollkommen neues Konzept zur Steuerung des Fluges. Es werden keine Klappen verwendet – wie etwa Quer-, Höhen- oder Seitenruder. Stattdessen besitzt das Flugzeug zahlreiche Druckluftstrahler. Hiermit wird Druckluft über die Flügel und Heckflossen geleitet. Dadurch wird die aerodynamische Strömung beeinflusst und das Flugzeug kann beliebig manövriert werden.

## Geschichte
Aurora Flight Sciences begann im November 2020 mit der Entwicklung eines experimentellen X-Flugzeugs im Rahmen des CRANE-Programms der DARPA. Im Mai 2022 wurden Windkanaltests in San Diego, Kalifornien, durchgeführt. DARPA stellte im Dezember 2022 Mittel für das detaillierte technische Design eines kompletten X-Flugzeugs bereit. Aurora Flight Sciences wurde im Januar 2024 mit dem Bau eines X-Flugzeugs in vollem Maßstab beauftragt. Anfang 2025 soll die X-65 fertiggestellt werden, um im Sommer 2025 ihren Jungfernflug anzutreten.